# Superintendencia Nacional de Educación Superior Universitaria
La Superintendencia Nacional de Educación Superior Universitaria (siglas: Sunedu) es un organismo que tiene como finalidad el licenciamiento, supervisión de la calidad, fiscalización del servicio educativo superior universitario en el Perú.
La Sunedu oficialmente (según la Ley Universitaria N.° 30220) es un organismo peruano adscrito al Ministerio de Educación con autonomía técnica, funcional, administrativa, económica y financiera. Aunque según la Ley 31520 de 2022, anula la dependencia a causa de que se refunda la institución como un ente autónomo con naturaleza jurídica de derecho público interno
Creado en el año 2014 con la promulgación de la Ley Universitaria N.° 30220 (Artículo 12). Reemplaza a la Asamblea Nacional de Rectores (ANR). Previo a su creación se llamó Superintendencia Nacional de la Universidad Peruana, establecido en el Capítulo III de la mencionada ley.
La Sunedu se convirtió (desde el 5 de enero de 2015) en la responsable del licenciamiento para ofrecer el servicio educativo superior universitario. Además la Sunedu asume la función de administrar el Registro Nacional de Grados y Títulos.
El actual superintendente es Manuel Castillo Venegas.

## Funciones
Entre las funciones de la superintendencia destacan:
- Supervisar la calidad de la prestación del servicio educativo universitario.
- Otorgar o denegar el licenciamiento a las universidades y sus respectivas filiales.
- Supervisar el cumplimiento de la Ley Universitaria.
- Emitir el carné universitario.
- Determinar las infracciones e imponer las sanciones que correspondan en su ámbito.
- Emitir opinión respecto al cambio de denominación de las universidades.
- Hacer cumplir las normas y supervisar las condiciones básicas de calidad exigibles para el funcionamiento de las universidades.
- Supervisar el cumplimiento de los requisitos mínimos exigibles para el otorgamiento de grados y títulos de rango universitario (Trabajos de investigación, tesis, dominio de lenguas nativas o extranjeras, etc.).
- Fiscalizar si los recursos públicos, la re-inversión de excedentes y los beneficios otorgados por el marco legal a las universidades han sido destinadas a fines educativos,.
- Administrar el Registro Nacional de Grados y Títulos.
- Supervisar que ninguna universidad tenga en su plana docente o administrativas a personas impedidas conforme el marco legal vigente.
- Establecer los criterios técnicos para la convalidación en otros países.
- Publicar un informe anual sobre el estado de las instituciones supervisadas.
- Publicar un informe bienal sobre la realidad universitaria del país, el mismo que incluya ránking universitario.
- Organizar y administrar estadísticas de la oferta educativa del nivel superior universitario bajo su competencia y hacerla pública
- Más funciones de acuerdo a su competencia.

## Superintendente
- Lorena Masías Quiroga (2015-2017)[7]
- Flor Luna Victoria Mori (2018)[8]
- Martín Benavides Abanto (2018-2020)[9]
- Oswaldo Zegarra Rojas (2020-2023)[10][11]
- Manuel Castillo Venegas (2023 - en funciones)[12]

## Consejo directivo
El Consejo Directivo es el órgano máximo de este organismo público. Está compuesta por siete integrantes. Antes del 2023, cinco de los siete miembros eran elegidos por concurso público. Pero actualmente de acuerdo al artículo 17 de la Ley 31520, el consejo directivo deberá estar conformado por siete miembros, los cuales serán: Un representante del Ministerio de Educación (a propuesta del ministro o del CNE), dos representantes de las universidades públicas elegidos mediante votación convocada por la más antigua, un representante de las universidades privadas elegido mediante votación convocada por la más antigua, un representante del Sistema Nacional de Evaluación, Acreditación y Certificación de la Calidad Educativa (Sineace), un representante del Consejo Nacional de Ciencia, Tecnología e Innovación Tecnológica (Concytec), un representante de los decanos de los Colegios Profesionales del Perú (CDCP), y uno de ellos que es elegido como el Superintendente.

### Miembros
- Manuel Castillo Venegas (superintendente)
- Andrés Filiberto Ramos Salas
- Miguel Vallejos Flores
- Manuel Hernández García
- José Ahmed Pereyra López
- Susana Paredes Díaz
- Ángel Ramón Velázquez Fernández

## Licenciamiento institucional
El licenciamiento es un proceso obligatorio para las universidades peruanas, en el cual cada casa de estudios debe demostrar el cumplimiento de diversas Condiciones Básicas de Calidad (CBC) para poder continuar su oferta de servicios educativos. Desde el año 2022, el modelo de licenciamiento mejoró (Modelo 1.5) dando mayores estándares y condiciones de calidad obligatorias a las universidades que deseen obtener licenciamiento institucional.